# Памятник Григору Нарекаци (Ватикан)
Памятник Святому Григорию Нарекаци (итал. Statua Gregorio di Narek) — скульптурный монумент, установленный в городе-государстве Ватикан и посвящённый святому Григорию Нарекаци, философу и богослову.

## История
В 2016 году президент Армении Серж Саргсян во время визита папы Франциск подарил ему копию статуи святого Григора Нарекаци, первого христианского символа паломничества, выразив надежду, что монумент Нарекаци будет установлен в Ватикане.
Статуя Григора Нарекаци в Ватикане была установлена 21 марта 2018 года благодаря усилиям посла Армении в Ватикане Микаэлу Минасяну и бизнесмена-благотворителя Артуру Джанибекяну. Статуя была открыта 5 апреля 2018 года. В открытии приняли участие Президент Армении Серж Саргсян, католикос всех армян Гарегин II, глава Армянской католической церкви Григор Бедрос XX Капроян, Католикос Великого Дома Киликии Арам I.
Статуя была сделана в двух экземплярах, второй будет поставлен в Эчмиадзине.

## Авторы проекта
- Скульптор: Давид Ереванци
- Архитектор: Микаэл Асратян

## Данные
Бронзовая скульптура высотой 2 метра. Изготовлена в литейной мастерской чешского города Корни-Кална.
Это второй памятник Григорию Просветителю в Ватикане. Первый был открыт 19 января 2005 года в честь 1700-летия принятия христианства в Армении, расположен в наружной нише Собора Святого Петра, в северном дворе Ватикана; представляет собой скульптуру высотой 5,7 метра и весом более 26 тонн, выполненную из белого мрамора.
В церемонии освящения участвовали Папа Римский Бенедикт  XVI, армянский католический Патриарх-Католикос Нерсес Бедрос XIX Тамруни и несколько епископов этой Церкви.
Автор — французский скульптор Хачик Газанчян.